# 小田八幡宮
小田八幡宮（こだはちまんぐう）は青森県八戸市小田に鎮座する神社である。法人名は八幡宮（はちまんぐう）。旧社格は村社。源義経北行伝説がある。

## 祭神
応神天皇（八幡神）を主祭神としている。

## 歴史
天喜年間（11世紀中半）に鎮守府将軍に任命された源頼義が陸奥国を治めるために八幡神を勧請して鎮守とし、その後源義経が平泉から逃れて当地に寓居した際に毘沙門天の像を納め、その像の背中に3寸6分（およそ12センチ）の八幡神の木像を填めて安置し、以降「小田毘沙門堂」と称され、江戸時代の天和2年（1682年）以降は天台宗寺院の｢小田山徳城寺（こださんとくじょうじ）」と称し、毘沙門天が北域を守護する天部である為、八戸藩根城の北方を鎮護する役割があったとされる。
明治の神仏分離令により毘沙門天像の胎内に納められていた八幡神像を取り出して祀り、毘沙門天像は別棟に安置､社名を「八幡宮」と改称して明治6年（1873年）4月15日に村社に列格した｡

## 文化財
（括弧内は指定の区分と年月日）

### 八戸市指定文化財
- 仁王門（建造物、昭和48年（1973年）1月24日）
弘化2年（1845年）から嘉永7年（1854年）まで9年をかけて建造された三間一戸入母屋造の八脚門。小田仁王門とも呼ばれる。八脚門としては八戸市内に遺る唯一のもの[1]。
- 毘沙門天像（彫刻、昭和48年4月13日）
制作年代不明。享保3年（1718年）に八戸在住の僧、津要玄梁（しんようげんりょう）が補修したとの墨書が台板に残る。
- 欄間2間（歴史資料、昭和48年1月24日）
黒塗りの枠組みの中に縦112本、横5本（上下端に1本中央部に3本）の細かい桟を組み合わせた格子作り。根城南部家（八戸家）の祈祷寺であった東善寺の欄間の一部を、同家が遠野に移った後に徳城寺の別当である河村家が譲り受けたものと伝え、2間分が残されている。
- 千風庵百々評俳諧献額（せんぷうあんひゃくひゃくひょうはいかいけんがく）1双（歴史資料、昭和54年1月19日）
宝暦3年（1753年）に、八戸藩始め盛岡、松前、秋田の周辺諸藩から寄せられた800余句の俳諧から千風庵百々が72句を選評して奉納した額。八戸地方に残されている俳諧献額では最古のもの[1]。

## 交通
- JR八戸線本八戸駅から車で10分
- 市営バス「多賀台団地（西売市経由）」小田バス停で下車、徒歩1分